# Oliver! (musical)
Oliver! és un musical britànic, amb llibret, música i lletres de Lionel Bart, basat en la novel·la Oliver Twist de Charles Dickens.
Va estrenar-se al West End el 1960, on es va estar una llarga temporada. S'estrenà a Broadway el 1963 amb èxit, on va tenir diverses gires i revivals. El 1968 es va realitzar una adaptació cinematogràfica que guanyà l'Oscar.

## Rerefons
Oliver! va ser la primera adaptació musical d'una obra de Dickens que rutllà com a èxit a l'escenari. A la dècada dels 50 ja hi havia hagut dues adaptacions musicals de la seva obra, totes dues adaptacions musicals de A Christmas Carol, però la dramàtica història d'Oliver Twist va ser la primera representada amb èxit al teatre. Un altre motiu de l'èxit va ser la innovadora escenografia creada per Sean Kenny.
Oliver! a més llançà les carreres de bastants nens actors, com Davy Jones, després de The Monkees; Phil Collins, després de Genesis; Alan Paul, després de The Manhattan Transfer; i Tony Robinson, que interpretaria el paper de Baldrick a la sèrie televisiva L'Escurçó Negre. El cantant Steve Marriott (Small Faces, Humble Pie) també va treballar a Oliver!, però en el paper de Artful Dodger a la producció del West End.
La trama de la novel·la original de Dickens quedà considerablement simplificada pel musical, amb Fagin sent representat més com un personatge còmic que no pas com un villà, i grans parts del final de la història sent completament abandonades (pot ser perquè Bart basà el seu musical en la pel·lícula de David Lean més que no pas en el llibre de Dickens). Tot i que la novel·la s'ha considerat com a antisemita pel seu retrat del jueu Fagin, a la producció de Bart (ell mateix era jueu) era més simpàtic i ha estat interpretat per diversos actors jueus, com Ron Moody (Ronald Moodnik), Georgia Brown (Lilian Klot), i Martin Horsey.

## Sinopsi
Primer Acte
El musical comença a l'orfenat, on els nens orfes mig morts de gana entren en un menjador enorme per sopar (Food Glorious Food). Allà, només reben unes poques farinetes. Oliver, de 9 anys (si bé al llibret es diu que en té 13, però habitualment és interpretat per nens més petits) reuneix el coratge per demanar-ne'n més. És renyat immediatament, i Mr Bumble i la Vídua Corney, els administradors sense cor de l'orfanat, el tanquen tot sol (Oliver!). Mr.Bumble i la Vídua Corney queden sols, i Mr. Bumble comença a fer avanços amorosos. Mrs. Corney adverteix que cridarà (I Shall Scream!), però finalment, el besa. Oliver torna i és venut com a aprenent d'enterramorts (Boy for Sale) amb Mr. Sowerberry. Ell i la seva esposa l'inicien en la feina (That's Your Funeral), i l'envien a dormir amb els taüts, la qual cosa no és còmoda pel nen (Where is Love?).
L'endemà, Noah Claypole, que supervisa el treball d'Oliver, malparla de la mare morta d'Oliver, i aquest el colpeja. Mrs Sowerberry i la seva filla, Charlotte, entren corrent, tornant-se histèriques. Van a buscar a Mr. Bumble, i intenten ficar a Oliver a un taüt, però durant el rebombori, Oliver escapa. Després d'una setmana de viatge, es troba amb Artful Dodger, un noi que porta un abric que li va gran i un barret alt, que convida Oliver a acompanyar-lo (Consider Yourself). Dodger és un pispa, la qual cosa Oliver desconeix, i per tant, aquest el segueix innocent a viure a la cova de Fagin. Fagin és un criminal, i actualment es dedica al negoci d'ensenyar als nois a pispar butxaques. Oliver, però, és desconeixedor del crim, i creu que els noi fan mocadors en lloc de robar-los. Oliver és presentat a Fagin i als altres nois, i Fagin el comença a instruir (You've got to Pick a Pocket or Two)
L'endemà, Oliver coneix a Nancy, que viu amb el malvat i terrorífic Bill Sikes, que abusa d'ella perquè l'estima. Nancy i Oliver es cauen bé des de l'inici, i Nancy li mostra un afecte maternal. Bet, la germana petita de Nancy (la seva millor amiga a la novel·la) està amb ell. Nancy, juntament amb Bet i els nois canten sobre que no s'han d'amoïnar pel perill (It's a Fine Life), i Dodger, fent broma, comença a fer com si fos algú de classe alta, juntament amb Fagin, Oliver, Nancy, Bet i els nois, rient-se de l'alta societat (I'd Do Anything). Nancy i Bet marxen i Oliver ha de marxar amb els nois per a la seva primera feina (Be Back Soon), tot i que ell encara creu que van a aprendre a fer mocadors. Dodger, juntament amb un altre pispa anomenat Charley Bates i Oliver, decideixen treballar junts, i quan Dodger i Charley roben a Mr. Brownlow, un vell ric, fugen i deixen sol a Oliver perquè sigui detingut pel crim.
Segon Acte
Al Three Cripples pub, Nancy canta una vella cançó de taverna (Oom Pah Pah), després de la qual apareix per primera vegada el brutal (My Name), dispersant la gent. Es descobreix, a més, que Nancy està enamorada d'ell. Dodger apareix i li diu a Fagin que Oliverha estat capturat i que s'està a casa de Mr. Brownlow. Fagin i Bill decideixen raptar l'Oliver per protegir el seu amagatall. Nancy, que es lamenta pel destí d'Oliver, rebutja ajudar-los, però Bill li pega i l'obliga a obeir-lo. Malgrat aquest maltractament, Nancy encara estima en Bill, i creu que ell també l'estima (As Long As He Needs Me).
L'endemà, a la casa de Mr. Brownlow, a Bloomsbur, Ms. Bedwin, la dispesera, canta a Oliver mentre que aquest es desperta (Where Is Love? (Reprise). Mr. Brownlow i Dr. Grimwig discuteixen sobre la condició d'Oliver, i conclouen que està prou bé com per sortir al carrer, i Mr. Brownlow l'envia a buscar uns llibres a la llibreria. Des de la seva finestra, Oliver veu uns venedors al carrer i s'uneix a la seva cançó quan surt (Who Will Buy?). Quan els venedors marxen, Nancy i Bill es descobreixen i agafen a Oiver, tornant-lo al cau de Fagin, on Nancy el salva de ser apallissat per Bill després que el noi provés de fugir. Nancy es queixa de la seva trista vida, però Bill li replica que és millor aquesta vida que no viure; mentre que Fagin intenta actuar com a intermediari (It's A Fine Life (reprise)). Quan Sikes i Nancy marxen Fagin, qui també volgria marxar, pondera el seu futur; però cada vegada que pensa en un bon motiu per canviar, ho reconsidera i decideix seguir com un criminal (Reviewing the Situation).
A l'orfanat, Mr. Bumble i la Vídua Corney, ara dos casats infeliços, es troben amb la pobre moribunda Old Sally i una altra vella dama, que els diu que la mare d'Oliver, Agnes, deixà un medalló d'or (indicant que venia de bona família) quan va morir al part. La Vella Sally dona el medalló a la Vídua Corney, que juntament amb Mr. Bumble, s'adona que Oliver pot tenir parents rics, visitant a Mr. Brownlow per tal d'obtenir una recompensa per donar-li informació sobre Oliver (Oliver! (reprise)). Mr. Brownlow mira el retrat dins del medalló, que és la seva filla, i s'adona que Oliver, que no en sap res de la seva família, és el seu fill (la mare d'Oliver havia desaparegut després de quedar embarassada del seu amant).
Nancy, espantada per Oliver i sentint-se culpable, visita a Brownlow i li promet que li portarà a l'Oliver a mitjanit al Pont de Londres, sempre que Brownlow no faci preguntes ni porti la policia. Ella torna a valorar la seva vida amb Bill (As Long As He Needs Me (reprise)). Bill sospita que ella en porta alguna de cap, i la segueix. Al Pont de Londres, es barallen i colpeja brutalment i fins a la mort a Nancy. Llavors agafa a Oliver, i va cap a l'amagatall de Fagin per diners. Mr. Brownlow arriba i descobreix el cos de Nancy. Es reuneix una munió de gent ben aviat. Bullseye, el gos de Bill, torna a l'escena del crim i la gent el segueix a la recerca de Bill. Mentrestant, Fagin i els nois fugen davant la por de ser detinguts. Mentrestant, Bill apareix a dalt del pont, amb Oliver com a ostatge i amenaçant de matar-lo si l'intenten capturar. Sense ser vistos, dos policies s'apropen; un dels quals dispara a Bill i l'altre aconsegueix agafar a Oliver, que és tornat a Mr. Brownlow. Quan tothom ha marxat, Fagin apareix i decideix que, després d'anys robant, mai hi ha hagut un moment millor per abandonar aquella vida (Reviewing the Situation (reprise)).

## Cançons
| - Overture - Orchestra - Food, Glorious Food - Orfes - Oliver! - Mr. Bumble i Vídua Corney - I Shall Scream! - Mr. Bumble i Vídua Corney - Boy for Sale - Mr. Bumble - That's Your Funeral - Mr. Sowerberry, Mrs. Sowerberry i Mr. Bumble - Where Is Love? - Oliver - Consider Yourself - The Artful Dodger, Oliver, i Cor - You've Got to Pick a Pocket or Two - Fagin i Banda de Fagin - It's a Fine Life - Nancy, Bet, i Banda de Fagin - I'd Do Anything - The Artful Dodger, Nancy, Oliver, Bet, Fagin, i Banda de Fagin - Be Back Soon - Fagin, The Artful Dodger, Oliver i Banda de Fagin | - Oom-Pah-Pah - Nancy i Cor - My Name - Bill Sikes - As Long As He Needs Me - Nancy - Where is Love? (Reprise) - Mrs. Bedwin - Who Will Buy? - Oliver, Sellers, i Cor - It's a Fine Life (Reprise) - Bill Sikes, Nancy, Fagin i The Artful Dodger - Reviewing the Situation - Fagin - Oliver! (reprise) - Mr. Bumble i Vídua Corney - As Long As He Needs Me (Reprise) - Nancy - Reviewing the Situation (Reprise) - Fagin - Finale (Food, Glorious Food, Consider Yourself i I'd Do Anything) – Tot el Repartiment |

## Produccions

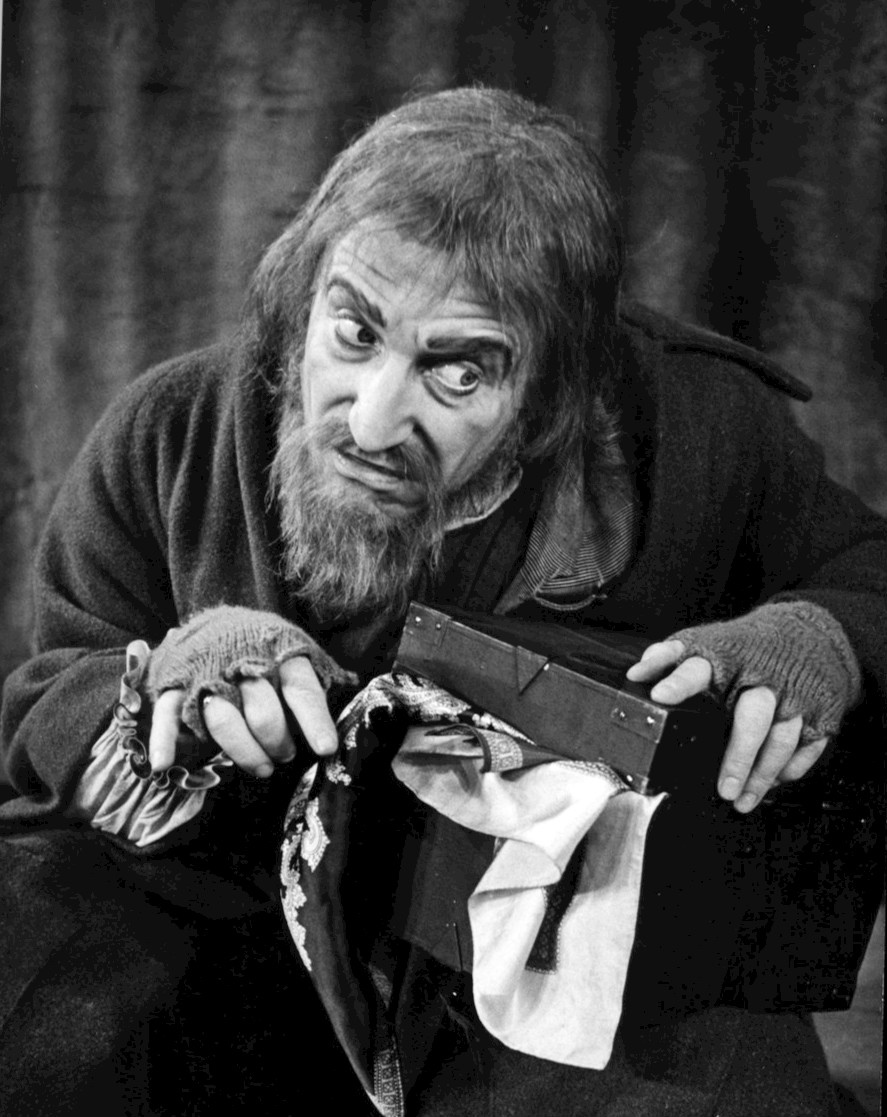
Clive Revill com a Fagin a la primera producció a Broadway

### Producció original del West End
La producció original d'Oliver! s'estrenà al New Theatre (avui el Noel Coward Theatre) el 30 de juny de 1960, representant-se en 2.618 ocasions. Entre els membres del repartiment original estaven Ron Moody com Fagin, Georgia Brown com Nancy, i Barry Humphries en un petit paper còmic com Mr. Sowerberry, l'enterramorts. L'Oliver original, Keith Hamshere, avui es dedica a la fotografia a Hol·lywood, mentre que Martin Horsey, el Dodger original, és actor i director. El repartiment incloïa a Tony Robinson com un dels nois de l'orfanat i de la banda de Fagin. El paper de Nancy va ser escrit en un inici per a Alma Cogan.
Al desembre de 1983 tornà per a una estada de només 5 setmanes durant la temporada de Nadal al Aldwych Theatre, dirigida per Peter Coe. Ron Moody tornà com Fagin, amb Jackie Marks com Nancy, Linal Haft com Bill Sikes, Meg Johnson com Mrs Corney, Peter Bayliss com Mr Bumble, i Geoffrey Toone com Mr Brownlow. Oliver era interpretat per Anthony Pearson, i Artful Dodger per David Garlick.

### Produccions americanes
El musical s'estrenà el 1962 als Estats Units el 1962 amb una gira nacional, i la primera producció a Broadway s'estrenà a l'Imperial Theatre el 6 de gener de 1963 i tancà el 14 de novembre de 1964, després de 774 funcions. La producció tenia Bruce Prochnik com Oliver, Georgia Brown reprenent el seu paper de Londres com a Nancy, i a Clive Revill substituint a Ron Moody com a Fagin. The Artful Dodger era Davy Jones. La producció va ser un èxit de crítica i va ser nominada per a 10 Premis Tony, incloent els de  millor musical, actor (Revill), actriu (Brown) i actor de repartiment (Jones). Però només guanyà els d'escenografia (Sean Kenny), direcció musical (Donald Pippin) i a la partitura de Lionel Bart.
El 1965 es presentà un revival, dirigit per Peter Coe, que es representà al Martin Beck Theatre en 64 funcions. El repartiment incloïa a Victor Stiles com Oliver, Robin Ramsay com Fagin, Maura K. Wedge com Nancy, Joey Baio com The Artful Dodger, Alan Crofoot com Mr. Bumble, Danny Sewell com Bill Sikes, Bram Nossen com Mr. Brownlow, i Dodi Protero com Mrs. Bedwin.
El 1984 tornà un nou revival de només 17 funcions i 13 prèvies amb Ron Moody reprenent el seu paper del West End com a Fagin i Patti LuPone com a Nancy, de nou dirigit per Peter Coe.

### Revival de Londres de 1994
El 1994, Oliver! es representà al London Palladium, en una producció de Cameron Mackintosh, amb algunes músiques i lletres afegides per Lionel Bart. Va ser dirigit per Sam Mendes, i incorporava a Jonathan Pryce com Fagin, Sally Dexter com Nancy, James Villiers (Mr Brownlow) i Miles Anderson com Bill Sikes. Jon Lee, Tom Fletcher i Andrew James Michel interpretarien a Oliver i Adam Searles a Artful Dodger. Danielle McCormack apareixia com Bet.

### Revival de Londres de 2009
El 14 de gener del 2009 s'estrenà un revival de la producció de Sam Mendes del 1994, dirigida per Rupert Goold, protagonitzada per Rowan Atkinson com Fagin, Burn Gorman com Bill Sykes,Julian Glover com Mr. Brownlow, Jordan Li-Smith com Charlie Bates, Julian Bleach com Mr. Sowerberry/Dr Grimwig, i Louise Gold com Mrs. Sowerberry/Mrs. Bedwin. Louise va agafar el paper de Mrs Bedwin de Rosemary Leach. Els papers de Nancy i Oliver van ser triats mitjançats el programa de la BBC I'd Do Anything. Els 3 actors que van guanyar el paper d'Oliver van ser Laurence Jeffcoate, Harry Stott i Gwion Jones., mentre que Jodie Prenger guanyà el de Nancy,. Rowan Atkinson va ser substituït per Omid Djalili.

## Personatges principals
- Oliver Twist, el protagonista de la història, un solitari noi orfe.
- Fagin, un cirminal de carrera, que té a casa seva nois sense llar i els ensenya a pispar carteres per a ell.
- Nancy, l'amant de Bill Sikes, que agafa afecte a Oliver i el tracta com el seu propi fill.
- Mr. Brownlow, l'avi d'Oliver; un home ric.
- Bill Sikes, el brutal amant de Nancy, un lladre i eventualment assassí.
- Mr. Bumble, el pompós administrador de l'orfanat on Oliver neix.
- The Artful Dodger, el més llest dels nois de Fagin.
- Mr. & Mrs. Sowerberry, una parella d'enterramorts que agafen a Oliver com a aprenent.
- Mrs. Corney, matrona de l'orfanat d'Oliver, que després es casa amb Mr. Bumble.
- Charlotte Sowerberry, la filla dels Sowerberrys.
- Noah Claypole, l'aprenent dels Sowerberrys.
- Bette, una amiga de Nancy.
- Charley Bates, un dels lladregots de Fagin, parella de Dodger.

## Seqüela
Dodger!, una seqüela d'Oliver! va ser compasada per Andrew Fletcher, amb llibret i lletres de David Lambert. Se situa 7 anys després dels fets de la novel·la de Dickens, i la trama situa a Artful Dodger sentenciat a una colònia penal australiana, amb una relació amb Bet.

## Premis i nominacions

### Producció original de Broadway
| Any  | Premi      | Categoria                              | Nominat                       | Resultat  |
| ---- | ---------- | -------------------------------------- | ----------------------------- | --------- |
| 1963 | Premi Tony | Millor musical                         | Millor musical                | nominat   |
| 1963 | Premi Tony | Millor actor protagonista de musical   | Clive Revill                  | nominat   |
| 1963 | Premi Tony | Millor actriu protagonista de musical  | Georgia Brown                 | nominada  |
| 1963 | Premi Tony | Millor actor de repartiment de musical | David Jones                   | nominat   |
| 1963 | Premi Tony | Millor banda sonora                    | Lionel Bart                   | GUANYADOR |
| 1963 | Premi Tony | Millor productor de musical            | David Merrick i Donald Albery | nominat   |
| 1963 | Premi Tony | Millor direcció de musical             | Peter Coe                     | nominat   |
| 1963 | Premi Tony | Millor director musical                | Donald Pippin                 | GUANYADOR |
| 1963 | Premi Tony | Millor escenografia de musical         | Sean Kenny                    | GUANYADOR |

### revival de Broadway 1984
| Any  | Premi      | Categoria                            | Nominat   | Resultat |
| ---- | ---------- | ------------------------------------ | --------- | -------- |
| 1984 | Premi Tony | Millor actor protagonista de musical | Ron Moody | nominat  |

### Revival de Londres 1994
| Any  | Premi                   | Categoria                | Nominat                | Resultat  |
| ---- | ----------------------- | ------------------------ | ---------------------- | --------- |
| 1995 | Premis Laurence Olivier | Millor Revival Musical   | Millor Revival Musical | nominat   |
| 1995 | Premis Laurence Olivier | Millor Director          | Sam Mendes             | nominat   |
| 1995 | Premis Laurence Olivier | Millor Actor de Musical  | Jonathan Pryce         | nominat   |
| 1995 | Premis Laurence Olivier | Millor Actriu de Musical | Sally Dexter           | nominada  |
| 1997 | Premis Laurence Olivier | Millor Actor de Musical  | Robert Lindsay         | GUANYADOR |

### Revival de Londres 2009
| Any  | Premi                   | Categoria               | Nominat                | Resultat |
| ---- | ----------------------- | ----------------------- | ---------------------- | -------- |
| 2010 | Premis Laurence Olivier | Millor Revival Musical  | Millor Revival Musical | nominat  |
| 2010 | Premis Laurence Olivier | Millor Actor de Musical | Rowan Atkinson         | nominat  |
| 2010 | Premis Laurence Olivier | Millor Coreògraf        | Matthew Bourne         | nominat  |